# Piotr Nowak
Pour les articles homonymes, voir Nowak.
Piotr Nowak est un footballeur polonais, né le 5 juillet 1964 à Pabianice, et reconverti en entraîneur.

## Biographie

### Carrière d'entraîneur
Nowak a fait l'essentiel de sa carrière d'entraîneur aux États-Unis où il a dirigé en MLS (D.C. United et Philadelphia Union). Entre 2007 et 2009, il a été entraîneur-adjoint de Bob Bradley – à l'époque sélectionneur des États-Unis – avant de prendre en charge l'équipe olympique américaine qu'il a emmenée au tournoi olympique de Pékin 2008.
En 2014, il devient directeur technique national de la Fédération d'Antigua-et-Barbuda de football puis sélectionneur de l'équipe senior l'année suivante. Il commence le 2e tour de qualification pour la Coupe du monde 2018 par une cuisante défaite à domicile (1-3), le 10 juin 2015, lors du match aller, face à Sainte-Lucie. Quatre jours plus tard, il conduit les siens à la victoire en s'imposant 4-1, ce qui permet aux Benna Boys d'avancer au 3e tour.

## Palmarès (joueur)

### Distinctions individuelles
- Footballeur polonais de l'année : 1996.
- Trophée d'homme du match de la MLS Cup : 1998.